# Tourelle Galopin de 155 mm R modèle 1907

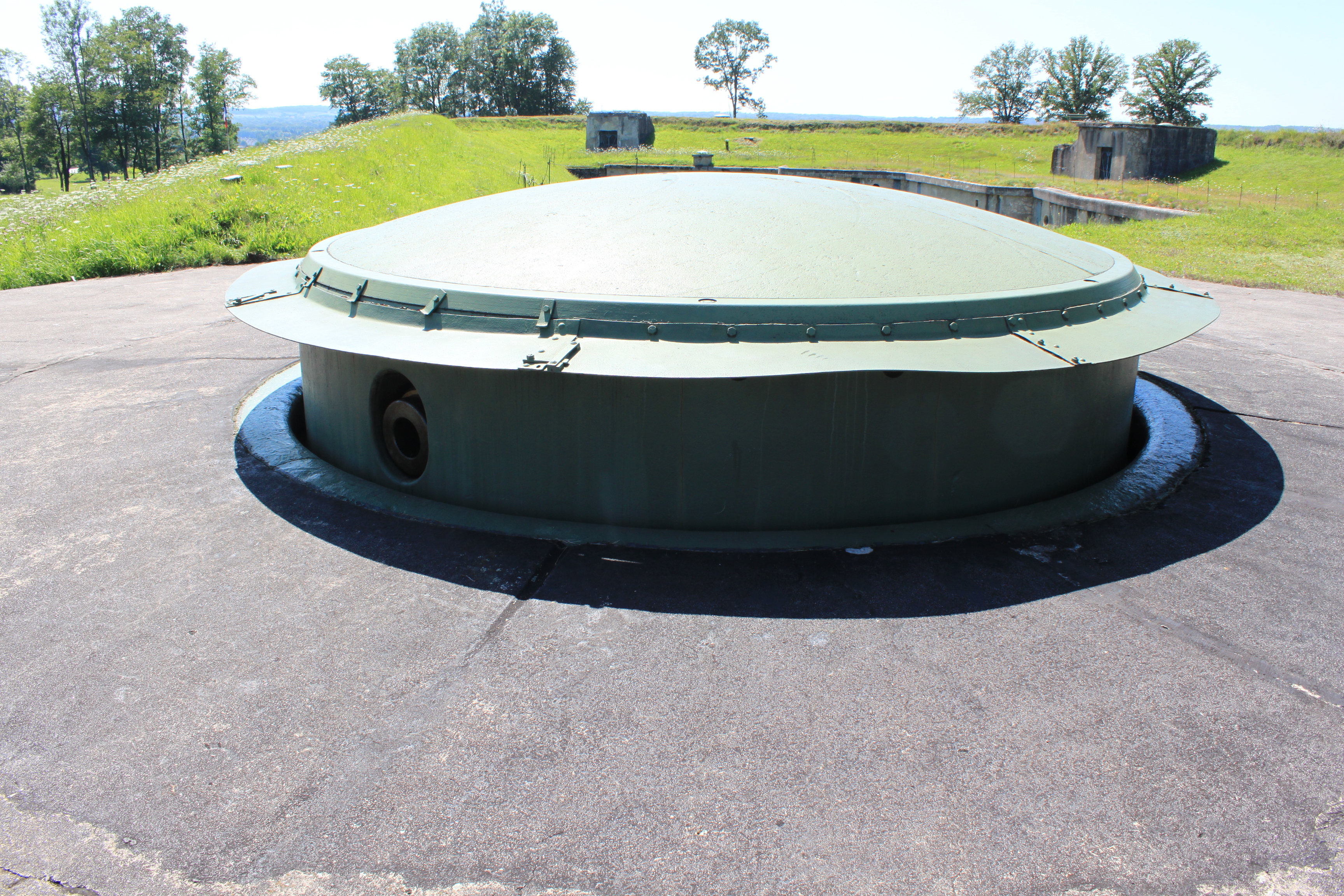
Tourelle de 155 mm R modèle 1907 im Fort d’Uxegney.

Funktionsweise

Der Tourelle Galopin de 155 mm R modèle 1907 (Galopin Geschützpanzerturm 155 mm Modell R 1907) war einer der Typen von Geschütztürmen, die in den Forts des von Séré de Rivières angelegten Systems der Barrière de fer eingebaut wurden. Es handelt sich um einen versenkbaren und um 360° drehbaren Turm, der in einem Geschützbrunnen aus Beton installiert ist. Auf den Rand des Geschützbrunnens ist ein stählerner Vorpanzer aufgesetzt. Das Geschütz besteht aus einer Kanone vom Kaliber 155 mm Typ R. (R steht für „raccourci à tir rapide“ und bedeutet „gekürzt – Schnellfeuer“)

## Geschichte
Der „Tourelle Galopin“ wurde 1889 von Commandant Alfred Galopin als Ergebnis der Versuche (1887–1888) im „Camp de Châlons“ mit dem „Tourelle Bussière“ entwickelt. Bei diesem handelte es sich um einen versenkbaren Panzerturm mit einer 40 cm dicken Stahlkuppel, ausgestattet mit zwei Kanonen vom Typ Canon de 155 L de Bange. Die Kuppel hatte einen Durchmesser von 5,5 Metern. Das Gesamtgewicht betrug 200 Tonnen, davon entfielen 150 Tonnen auf die sich bewegenden Teile, einschließlich des 80 Tonnen schweren Feuerstandes, bestehend aus den Geschützen, der Hebemechanik und der Geschützplattform.
Im Jahre 1903 schlug die technische Section der Pioniere einen Turm zur Einführung vor, der auf dem „Tourelle Bussière“ basierte, jedoch nur mit einem Geschütz ausgestattet war. Er sollte mit einem neuen Geschütz bestückt werden, der „Canon de 155 raccourci à tir rapide“ (gekürzte Schnellfeuerkanone 155 mm). Es wurden zwei Projekte vorgestellt, je mit einer und mit zwei Kanonen. Darauf folgte ein hitzige Debatte um das Für und Wider, die sich bis 1905 hinzog, dann fiel die Entscheidung zugunsten des Turmes mit einer Kanone. Die Zustimmung der Armeeführung ließ dann noch bis 1907 auf sich warten.

## Beschreibung
Die Kosten für die Panzerteile beliefen sich auf 537.500 Francs d’or, womit der Preis etwas niedriger war, als für die größere Ausführung mit zwei Geschützen. Die maximale Reichweite der Kanone lag (bedingt durch das kurze Rohr) bei 7200 Metern. Die Kuppel hatte eine Deckenstärke von 30 Zentimetern, das Gewicht der beweglichen Teile lag bei 120 Tonnen, die Gegengewichte wogen 70 Tonnen. Der Höhenrichtbereich de Kanone lag zwischen −2° und +22°.
Hersteller war die Firma Schneider.

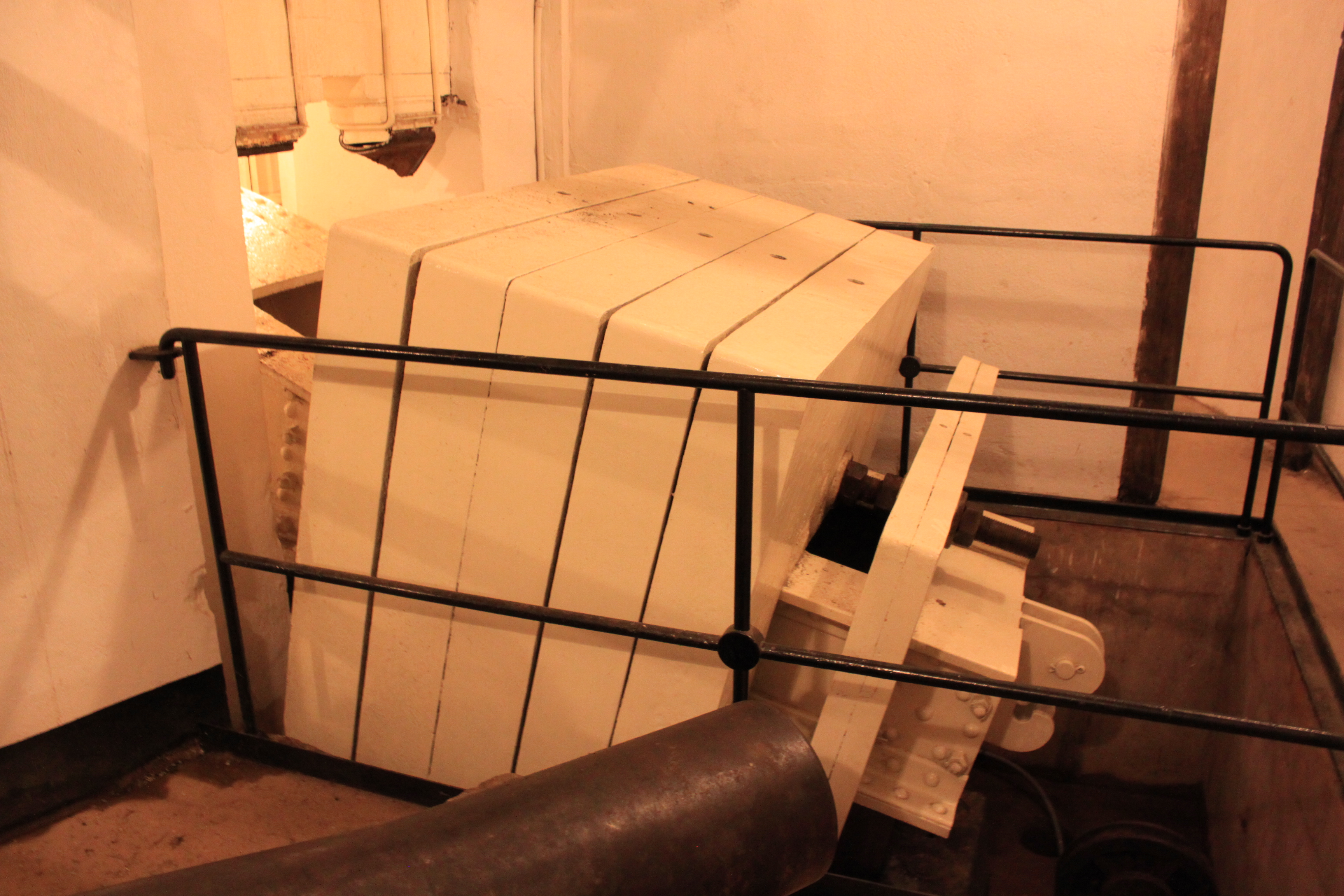
Eines der Gegengewichte im Turm von Fort d’Uxegney. Im Vordergrund ist das Reserve-Kanonenrohr zu sehen.

Das Funktionsprinzip basierte auf den Vorschlägen von Galopin, auch wenn einiges modifiziert worden war.
Die ausgefeilte Mechanik der Hebevorrichtung machte es möglich, den Turm nach dem Abfeuern einer Granate jedes Mal einzufahren. (Ohne dieses System hätte der Turm, des Aufwandes wegen und um die Feuerrate aufrechterhalten zu können, für eine gewisse Zeit ausgefahren bleiben müssen.) Der komplette Vorgang: Ausfahren, Feuern, Einfahren dauerte im günstigsten Fall nur noch 4 bis 5 Sekunden.
Die Anlage ist in einem betonierten Schacht untergebracht und erstreckt sich über drei Stockwerke.
- Im unteren Stockwerk befindet sich die manuelle Antriebsanlage zur Drehung des Turms. Zwei Kurbeln wirken über ein Getriebe auf das Drehwerk. Jede Kurbel wurde von zwei Mann bedient. Eine komplette Umdrehung war in 60 Sekunden möglich. Außerdem befinden sich hier die Gegengewichte und ein Reserve-Kanonenrohr. Von hier wurde die Munition über einen Aufzug nach oben befördert. Im dazugehörenden Munitionsmagazin, konnten bis zu 3000 Granaten gelagert werden.
- In der mittleren Etage befand sich die Anlage für die Seitenrichtung mit einer Geländescheibe, sowie die Vorrichtung zur Feinjustierung der Kanone (Feineinstellung der Seitenrichtung). Hier konnten 50 Granaten der Bereitschaftsmunition in Wandnischen gelagert werden.

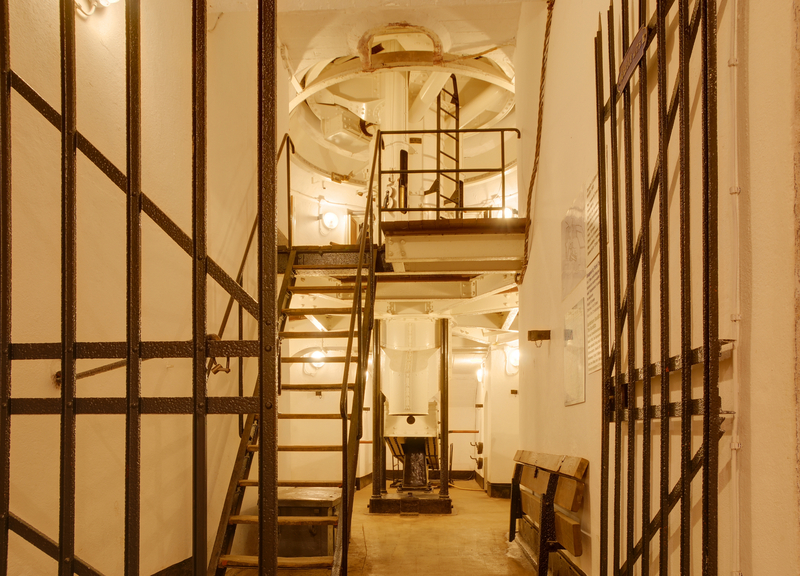
Innenansicht des Turmes von Fort d’Uxegney

- In der oberen Etage lag der Feuerstand mit der Kanone 155 R, der Höhenrichtmaschine und den Bedienelementen zum Anheben und Ablassen des Turms.

Von diesen Türmen wurden 13 hergestellt, aber nur 12 eingebaut. Weitere 24 Türme waren vorgesehen, konnten dann jedoch wegen des Ausbruchs des Ersten Weltkrieges nicht mehr realisiert werden. Acht der vorhandenen Türme wurden während des Zweiten Weltkrieges von der deutschen Wehrmacht ausgebaut und der Verschrottung zugeführt. Heute ist nur noch der Turm des Fort d’Uxegney in betriebsbereitem Zustand, nachdem er von der Association A.R.F.U.P.E. (Association pour la Restauration du Fort d’Uxegney et de la Place d’Epinal) aufwendig restauriert wurde.
Die anderen drei verbliebenen: im Fort Douaumont, Fort de Rozelier und Fort de Moulainville der Festung Verdun sind ohne Funktion. Sie befinden sich heute in einem beklagenswerten Zustand.
Im Fort de Vacherauville wurden die Türme 1944 durch die Organisation Todt gesprengt und zur Stahlgewinnung der Verschrottung zugeführt. Aus unbekannten Gründen ist dies nicht vollständig geschehen, es befinden sich daher noch massive Reste auf dem Gelände des Forts.

## Variante
In ähnlicher Ausführung existierte der Zwillingsgeschützturm mit zwei Kanonen Tourelle de 75 mm R modèle 1905. Dieser kam in höheren Stückzahlen zur Verwendung.